# Rallye du Mexique
Le rallye du Mexique est une course automobile sur surface terre créée en 1979, étape du championnat du monde des rallyes de 2004 à 2020 puis de nouveau en 2023. Sponsor oblige, la course qui portait à l'origine le nom de « Rally América » se nomma « Corona Rally México » de 2001 à 2008.

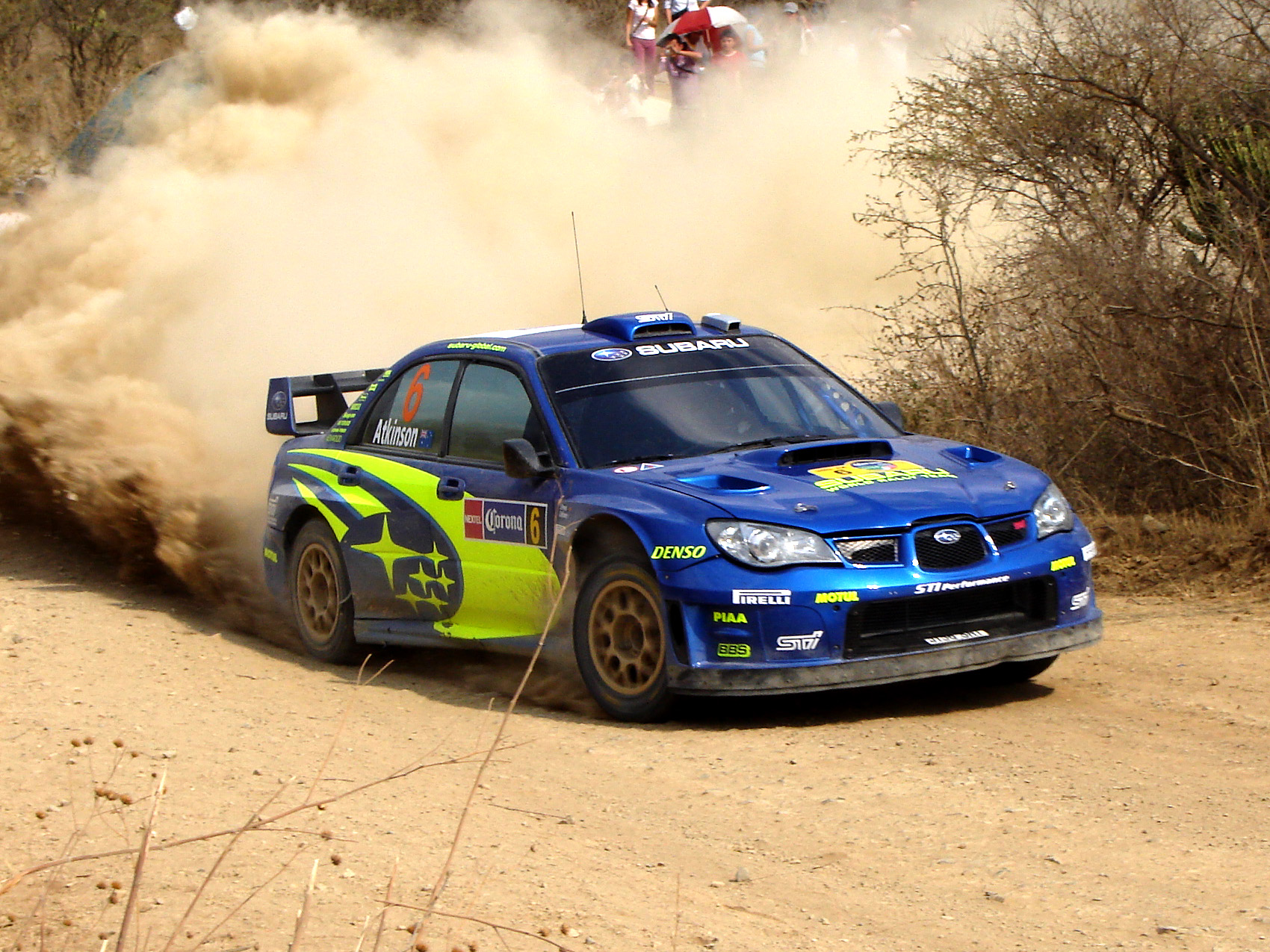
Chris Atkinson en 2008, sur Subaru Impreza WRC.

## Histoire

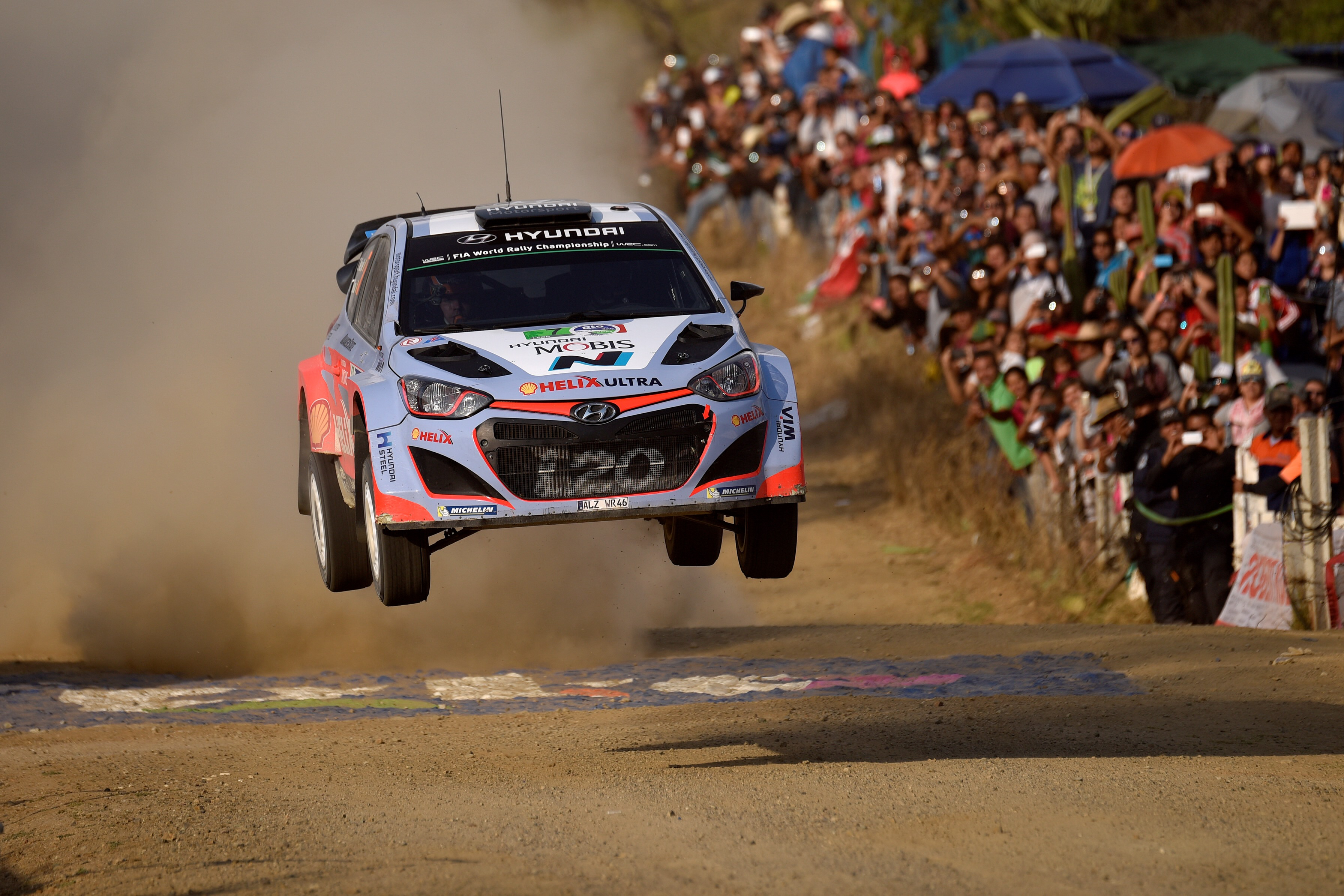
Thierry Neuville lors de l'édition 2015.

Les premières éditions furent organisées par les deux grands clubs automobiles mexicains : l'Automobile Club Français de Mexico (le CAF) et le RAC Mexicain (le RAC). Le nom de rally America est adopté entre 1979 et 1997 (avec une exception en 1993, le rally Valle de Bravo), et ce malgré une interruption de l'épreuve durant cinq ans, de 1986 à 1990.
Initialement disputé dans l'État de Mexico (1979 à 1985), il transite par la route de paso de Cortés (es) (1991), autour de Valle de Bravo (1993) et de Ensenada (état de Basse-Californie, en 1994 et 1997), avant d'établir ses quartiers définitifs à León de los Aldamas (état de Guanajuato) en 1998 (dont il porte officiellement le nom depuis 2011).
D'un concept proche du rallye Paris-Dakar à ses débuts (bivouacs nocturnes, étapes tous-terrains), le rallye du Mexique a évolué afin d'intégrer le championnat du monde des rallyes. Ainsi en 1993 il est devenu un rallye court avec un grand pourcentage d'épreuves spéciales (succès immédiat de la formule, et attribution du titre de rallye de l'année par la Mexican National Rally Commission), et il fut en phase d'observation FIA de 2001 à 2003.
En 2009 il disparaît du calendrier WRC du fait du principe des rotations. Les organisateurs en profitent alors pour lancer le concept de rallye des Nations (en) (12 états participants, dont la France avec Didier Auriol associé à Denis Giraudet (3es en "temps traditionnels") et Brice Tirabassi avec Fabrice Gordon). Le temps cumulé n'est plus alors retenu comme critère: s'y substitue un système de points attribués aux seize premiers (l'Espagne l'emportant de la sorte, avec Xavi Pons et Dani Solà - 1067.5 points).
Il est désormais connu pour être une épreuve compacte avec des liaisons très courtes.
Le pilote le plus victorieux est l'octuple champion du monde Sébastien Ogier avec sept succès.

## Palmarès

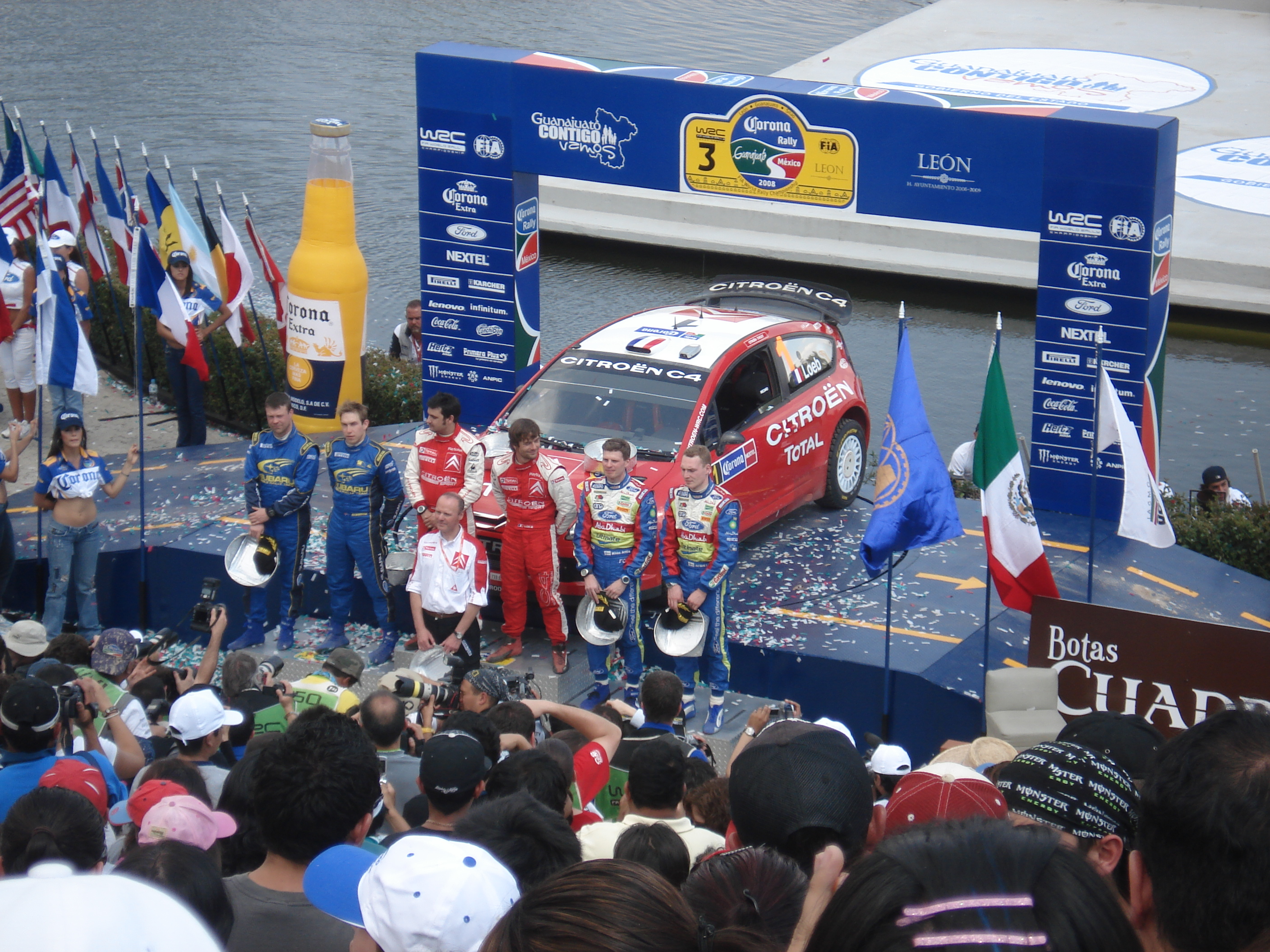
Podium de l'édition 2008, avec Loeb (1er), Atkinson et Latvala.

| Année                              | Pilote             | Copilote              | Voiture                     |
| ---------------------------------- | ------------------ | --------------------- | --------------------------- |
| 1993                               | Giuseppe Spataro   | Jean-Noël Valdelièvre | Mitsubishi Eclipse          |
| 1994                               | Agustín Zamora     | Gabriel Marín         | Mitsubishi Eclipse          |
| 1997                               | Roger Hull         | Sean Gallagher        | Mitsubishi Eclipse          |
| 1998                               | Carlos Izquierdo   | Angélica Fuentes      | Nissan Tsuru                |
| 1999                               | Gabriel Marín      | Javier Marín          | Mitsubishi Lancer Evolution |
| 2000                               | Douglas Gore       | Mark Nelson           | Mitsubishi Lancer Evolution |
| 2001 (15e édition)                 | Ramón Ferreyros    | Raúl Velit            | Toyota Celica GT-Four ST205 |
| 2002                               | Harri Rovanperä    | Risto Pietiläinen     | Peugeot 206 WRC             |
| 2003                               | Marcos Ligato      | Rubén García          | Mitsubishi Lancer Evo VII   |
| 2004                               | Markko Märtin      | Michael Park          | Ford Focus RS WRC 03        |
| 2005                               | Petter Solberg     | Phil Mills            | Subaru Impreza WRC 2005     |
| 2006                               | Sébastien Loeb     | Daniel Elena          | Citroën Xsara WRC           |
| 2007                               | Sébastien Loeb     | Daniel Elena          | Citroën C4 WRC              |
| 2008                               | Sébastien Loeb     | Daniel Elena          | Citroën C4 WRC              |
| 2009 (Rally de las Naciones)       | Manfred Stohl      | Ilka Minor            | Mitsubishi Lancer Evo IX    |
| 2010 (Rally del Bicentenario)      | Sébastien Loeb     | Daniel Elena          | Citroën C4 WRC              |
| 2011                               | Sébastien Loeb     | Daniel Elena          | Citroën DS3 WRC             |
| 2012                               | Sébastien Loeb     | Daniel Elena          | Citroën DS3 WRC             |
| 2013                               | Sébastien Ogier    | Julien Ingrassia      | Volkswagen Polo R WRC       |
| 2014                               | Sébastien Ogier    | Julien Ingrassia      | Volkswagen Polo R WRC       |
| 2015                               | Sébastien Ogier    | Julien Ingrassia      | Volkswagen Polo R WRC       |
| 2016                               | Jari-Matti Latvala | Miikka Anttila        | Volkswagen Polo R WRC       |
| 2017                               | Kris Meeke         | Paul Nagle            | Citroën C3 WRC              |
| 2018                               | Sébastien Ogier    | Julien Ingrassia      | Ford Fiesta WRC             |
| 2019                               | Sébastien Ogier    | Julien Ingrassia      | Citroën C3 WRC              |
| 2020                               | Sébastien Ogier    | Julien Ingrassia      | Toyota Yaris WRC            |
| 2021 (FIA NACAM Rally Guanajuato)  | Ricardo Cordero Jr | Marco Hernández       | Citroën C3 Rally2           |
| 2022 (Rally of Nations Guanajuato) | Mads Østberg       | Johan Johansson       | Citroën C3 Rally2           |
| 2023                               | Sébastien Ogier    | Vincent Landais       | Toyota GR Yaris Rally1      |

## Vainqueurs multiples
| Victoires | Pilote          | Années                                   |
| --------- | --------------- | ---------------------------------------- |
| 7         | Sébastien Ogier | 2013, 2014, 2015, 2018, 2019, 2020, 2023 |
| 6         | Sébastien Loeb  | 2006, 2007, 2008, 2010, 2011, 2012       |

| Victoires | Constructeurs |
| --------- | ------------- |
| 8         | Citroën       |
| 7         | Mitsubishi    |
| 4         | Volkswagen    |
| 3         | Toyota        |
| 2         | Ford          |